# Мадрид-Торрехон
Мадрид-Торрехон (IATA: TOJ, ICAO: LETO) — аеропорт подвійного призначення в Іспанії. Цивільна частина присвячена перш за все службовій та приватній авіації. Військова база Торрехон є базою кількох підрозділів бойової, матеріально-технічної та радіоелектронної боротьби ВПС Іспанії, серед них 12-го бойового крила з літаками F-18 та офіційних літаків уряду та короля Іспанії. Він також є базою Супутникового центру Європейського Союзу (EUSC).
Розташований за 24 км на північний схід від Мадрида, за 5 миль (8,0 км) на захід від Алькала-де-Енарес та за 1,6 км на північний схід від Торрехон-де-Ардос.